# Empire Awards 2017
A 22ª cerimônia do Empire Awards (oficialmente conhecida como Jameson Empire Awards), apresentada pela revista britânica Empire, homenageou os melhores filmes de 2016. A cerimônia ocorreu em 19 de março de 2017 em Londres, Inglaterra.

## Vencedores e indicados
Os vencedores são listados primeiro e destacados em negrito.
| Empire Award for Best Film - Rogue One: A Star Wars Story - La La Land - Arrival - Deadpool - Hunt for the Wilderpeople | Best British Film - I, Daniel Blake - Eddie the Eagle - Fantastic Beasts and Where to Find Them - High-Rise - The Girl with All the Gifts                                                        |
| Best Director - Gareth Edwards — Rogue One: A Star Wars Story - Taika Waititi — Hunt for the Wilderpeople - Ken Loach — I, Daniel Blake - Denis Villeneuve — Arrival - Andrea Arnold — American Honey                      | Best Screenplay - Deadpool - Arrival - Hell or High Water - Hunt for the Wilderpeople - The Nice Guys                                                                                            |
| Best Actor - Eddie Redmayne — Fantastic Beasts and Where to Find Them - Ryan Gosling — La La Land - Casey Affleck — Manchester by the Sea - Ryan Reynolds — Deadpool - Benedict Cumberbatch — Doctor Strange               | Best Actress - Felicity Jones — Rogue One: A Star Wars Story - Emma Stone — La La Land - Ruth Negga — Loving - Natalie Portman — Jackie - Amy Adams — Arrival                                    |
| Best Male Newcomer - Dave Johns — I, Daniel Blake - Tom Holland — Captain America: Civil War - Riz Ahmed — Rogue One: A Star Wars Story - Julian Dennison — Hunt for the Wilderpeople - Lewis MacDougall — A Monster Calls | Best Female Newcomer - Anya Taylor-Joy — The Witch - Sasha Lane — American Honey - Angourie Rice — The Nice Guys - Sennia Nenua — The Girl with All the Gifts - Hayley Squires — I, Daniel Blake |
| Best Comedy - The Greasy Strangler - Hunt for the Wilderpeople - Deadpool - The Nice Guys - Ghostbusters | Best Horror - The Witch - Don't Breathe - Under the Shadow - The Conjuring 2 - Green Room |
| Best Sci-Fi/Fantasy - A Monster Calls - Arrival - Doctor Strange - Rogue One: A Star Wars Story - 10 Cloverfield Lane | Best Thriller - Jason Bourne - Hell or High Water - Captain America: Civil War - Nocturnal Animals - Victoria                                                                                    |
| Best Animated Film - Finding Dory - Moana - Anomalisa - Your Name - Kubo and the Two Strings | Best Documentary - Oasis: Supersonic - My Scientology Movie - Weiner - The Beatles: Eight Days a Week - 13th                                                                                     |
| Best Short Film - Inner Workings - Borrowed Time - Piper - Thunder Road - Town vs Gown | Best Soundtrack - La La Land - Arrival - The Greasy Strangler - Moana - Sing Street |
| Best Production Design - Fantastic Beasts and Where to Find Them - La La Land - Arrival - Rogue One: A Star Wars Story - Doctor Strange                                                                                    | Best Costume Design - Fantastic Beasts and Where to Find Them - Captain America: Civil War - Rogue One: A Star Wars Story - Doctor Strange - Deadpool                                            |
| Best Makeup and Hair Styling - Fantastic Beasts and Where to Find Them - Rogue One: A Star Wars Story - Suicide Squad - Star Trek Beyond - The Neon Demon                                                                  | Best Visual Effects - Doctor Strange - Captain America: Civil War - Rogue One: A Star Wars Story - The Jungle Book - Fantastic Beasts and Where to Find Them                                     |
| Best TV Series - The Night Manager - Game of Thrones - Stranger Things - Sherlock - Westworld | Best Video Game - Uncharted 4: A Thief's End - Battlefield 1 - FIFA 17 - The Last Guardian - Overwatch                                                                                           |
| Honorary Awards - Empire Hero Award: Tom Hiddleston - Empire Inspiration Award: Luc Besson - Empire Legend Award: Sir Patrick Stewart                                                                                      | |

### Filmes com mais prêmios
| Prêmios | Filme                                   |
| ------- | --------------------------------------- |
| 4       | Fantastic Beasts and Where to Find Them |
| 3       | Rogue One: A Star Wars Story            |
| 2       | I, Daniel Blake                         |
| 2       | The Witch                               |

### Filmes com mais indicações
| Indicações | Filme                                   |
| ---------- | --------------------------------------- |
| 9          | Rogue One: A Star Wars Story            |
| 7          | Arrival                                 |
| 6          | Fantastic Beasts and Where to Find Them |
| 5          | La La Land                              |
| 5          | Deadpool                                |
| 5          | Hunt for the Wilderpeople               |
| 5          | Doctor Strange                          |
| 4          | Captain America: Civil War              |
| 4          | I, Daniel Blake                         |
| 3          | The Nice Guys                           |
| 2          | Moana                                   |
| 2          | The Girl with All the Gifts             |
| 2          | American Honey                          |
| 2          | Hell or High Water                      |
| 2          | A Monster Calls                         |
| 2          | The Witch                               |